# Ruud Bartlema
Ruud Bartlema (Diepenveen, 1 januari 1944) is een Nederlands theoloog en beeldend kunstenaar. 

## Loopbaan
Ruud Bartlema studeerde theologie aan de Universiteit van Amsterdam met een grote interesse voor Judaïca en joodse mystiek. Hij was als predikant onder andere werkzaam in Groningen, Nuenen en Soest. 
Als beeldend kunstenaar is hij opgeleid door onder andere Maarten Krabbé aan de Vrije Academie in Amsterdam. Voor zijn schilderkunst vormen poëzie en literatuur een belangrijke bron van inspiratie. Via het werk van de joodse denker Martin Buber kwam hij al in zijn studietijd in aanraking met de joodse mystieke traditie van het Chassidisme. Hij verdiepte zich in het leven en het werk van de beeldend kunstenaar Marc Chagall, hetgeen uitmondde in het geven van talrijke cursussen en lezingen. 
Op dit moment is Ruud Bartlema als beeldend kunstenaar en leraar joodse mystiek werkzaam in Soest.

## Beeldend werk
- Kruiswegstatie(s) (zeven), in opdracht van KRO televisie, aangekocht door Bijbels Museum te Amsterdam.
- Diverse (wand)schilderingen en gedachtenispanelen (in opdracht), onder andere: Baarn (Paaskerk), Zwammerdam (Hooge Burgh), Purmerend (Doortocht-kerk), Utrecht (Revalidatiecentrum De Hoogstraat), Rotterdam (Zorggroep Rijnmond) en Joure (Zorgcentrum De Flecke).

Naast picturale kunst maakt Bartlema ook ruimtelijk werk. In zijn keramiek valt de cilindrische en opengewerkte vorm op.